# Сунгурово (Заводоуковський міський округ)
Сунгуро́во (рос. Сунгурово) — село у складі Заводоуковського міського округу Тюменської області, Росія.
Населення — 269 осіб (2010, 281 у 2002).
Національний склад станом на 2002 рік:
- росіяни — 77 %